# Gonzalo Parra-Aranguren
Gonzalo Parra-Aranguren (Caracas, Venezuela, 5 de diciembre de 1928-Miami, Estados Unidos,[cita requerida] 3 de diciembre de 2016) fue un juez venezolano miembro de la Corte Internacional de Justicia. Sirvió como profesor en la Academia de Derecho Internacional de La Haya en 1988 y es el autor de numerosos textos legales.

## Trabajos
- Die Regel “Locus Regit Actum” und die Formen der Testamente, 1955
- La Nacionalidad Venezolana Originaria, Vols. I and II, 1964
- La Constitución de 1830 y los Venezolanos por Naturalización, 1969
- Codificación del Derecho Internacional Privado en América, Vol. I, 1982; Vol. II, 1998
- La Nacionalidad Venezolana: I. Antecedentes Históricos, 1983
- La Influencia del Matrimonio sobre la Nacionalidad de la Mujer en la Legislación Venezolana, 1983
- La Nacionalidad Venezolana: II. Problemas Actuales, 1983
- Monografías Selectas de Derecho Internacional Privado, 1984
- Ensayos de Derecho Procesal Civil Internacional, 1986
- Curso General de Derecho Internacional Privado (Problemas Selectos), 1991
- Curso General de Derecho Internacional Privado. Problemas Selectos y Otros Estudios, 1992
- Curso General de Derecho Internacional Privado. Problemas Selectos y Otros Estudios, Tercera Edición, 1998
- Estudios de Derecho Procesal Civil Internacional, 1998
- Escritos Diversos de Derecho Internacional Privado, 1998
- Estudios de Derecho Mercantil Internacional, 1998
- El Régimen de los Bienes en el Matrimonio en el Derecho Internacional Privado Venezolano, 2007
- Padrino de la Promoción de abogados que lleva su nombre del año 1963 de la Universidad Central de Venezuela, Caracas
- Padrino de la Promoción de abogados que lleva su nombre del año 1979 de la Universidad Católica Andrés Bello', Caracas
- Promoción de abogados que lleva su nombre del año 2017 (Dic. 5) de la Universidad Central de Venezuela, Caracas.